# Aéroport de Brevig Mission
L'aéroport de Brevig Mission est un aéroport public situé à Brevig Mission, une ville de la région de recensement de Nome de l'État américain de l'Alaska.
Selon les registres de la Federal Aviation Administration, cet aéroport a enregistré 2 696 embarquements de passagers au cours de l'année civile 2007, soit une diminution de 14 % par rapport aux 3 152 embarquements de 2006.

## Installations
L'aéroport de Brevig Mission occupe une superficie de 139 hectares à une altitude de 12 mètres. Il dispose de deux pistes à surface en gravier: une orientée 11/29 mesurant 914 mètres, l'autre orientée 4/22 mesurant 643 mètres.

## Compagnies et destinations
| Compagnie  | Destinations             |
| ---------- | ------------------------ |
| Bering Air | Nome, Teller, Wales (en) |

Avant sa faillite et la cessation de toutes ses opérations, Ravn Alaska desservait l'aéroport.

### Statistiques
| Rang | Ville      | Aéroport                | Passagers |
| ---- | ---------- | ----------------------- | --------- |
| 1    | Nome       | Aérodrome de Nome       | 2050      |
| 2    | Shishmaref | Aérodrome de Shishmaref | 140       |
| 3    | Wales      | Aéroport de Wales (en)  | 50        |
| 4    | Teller     | Aérodrome de Teller     | 40        |